# Tom Hug
Tom Hug (* 1998 in München) ist ein deutscher Triathlet.

## Werdegang
Tom Hug wurde im München geboren und wuchs in der Schweiz in Genf auf. Er besitzt die deutsche und die Schweizer Staatsbürgerschaft. Hug war im Feldhockey als Schweizer Junioren-Nationalspieler aktiv und kam 2016 zum Triathlon. Er startet im Triathlon bis 2023 mit einer Profilizenz der Eidgenossen und seither mit einer deutschen Profilizenz.
2022 startete Tom Hug zum ersten Mal auf der Triathlon-Mitteldistanz (1,9 km Schwimmen, 90 km Radfahren und 21,1 km Laufen) und 2023 gewann er die Challenge St. Pölten. Im Mai 2024 konnte der 25-Jährige diesen Titel erfolgreich verteidigen.
Im Oktober gewann er mit der Challenge Mallorca sein drittes Challenge-Rennen.
Tom Hug studiert Sportökonomie und lebt in Bayreuth.

## Sportliche Erfolge
| Datum/Jahr   | Platz | Wettbewerb           | Austragungsort     | Zeit     | Bemerkung                          |
| ------------ | ----- | -------------------- | ------------------ | -------- | ---------------------------------- |
| 2022         | 2     | Nibelungen-Triathlon | Xanten             |          | auf der olympischen Distanz        |
| 3. Juli 2022 | 1     | Tegernsee Triathlon  | Gmund am Tegernsee | 01:59:33 | Sieger auf der olympischen Distanz |
| 2019         | 2     | 3Muc-Triathlon       | München            |          | hinter Sebastian Mahr              |

| Datum/Jahr    | Rang | Wettbewerb                      | Austragungsort       | Zeit     | Bemerkung                                                                              |
| ------------- | ---- | ------------------------------- | -------------------- | -------- | -------------------------------------------------------------------------------------- |
| 19. Okt. 2024 | 1    | Challenge Mallorca              | Peguera              | 03:44:25 |                                                                                        |
| 1. Sep. 2024  | 4    | Ironman 70.3 Zell am See-Kaprun | Zell am See          | 03:52:18 |                                                                                        |
| 18. Aug. 2024 | 2    | Allgäu Triathlon                | Immenstadt im Allgäu |          | auf der Mitteldistanz                                                                  |
| 23. Juni 2024 | 2    | Challenge Walchsee-Kaiserwinkl  | Walchsee             | 03:42:43 |                                                                                        |
| 26. Mai 2024  | 1    | Challenge St. Pölten            | St. Pölten           | 03:52:48 | [ 3 ]                                                                                  |
| 20. Mai 2024  | 1    | Apfelland-Triathlon             | Stubenberg           | 03:48:43 |                                                                                        |
| 6. Aug. 2023  | 12   | Ironman 70.3 Tallinn            | Tallinn              | 03:43:18 | Ironman 70.3 European Championships                                                    |
| Juli 2023     | 2    | Trumer Triathlon                | Obertrum am See      | 03:49    | hinter Lukas Hollaus                                                                   |
| 29. Mai 2023  | 1    | Apfelland-Triathlon             | Stubenberg           | 03:49:05 | vor den beiden Österreichern Michael Weiss (3:56:59) und Maximilian Hammerle (3:58:52) |
| 21. Mai 2023  | 1    | Challenge St. Pölten            | St. Pölten           | 03:53    | erster Profi-Sieg                                                                      |
| 28. Aug. 2022 | 11   | Ironman 70.3 Zell am See-Kaprun | Zell am See          |          | erster Start als Triathlon-Profi                                                       |

| Datum/Jahr    | Rang | Wettbewerb                | Austragungsort | Zeit     | Bemerkung |
| ------------- | ---- | ------------------------- | -------------- | -------- | --------- |
| 6. Mai 2023   | 1    | Ingolstädter Halbmarathon | Ingolstadt     | 01:09:29 | [ 4 ]     |
| 30. Apr. 2022 | 1    | Ingolstädter Halbmarathon | Ingolstadt     | 01:09:22 |           |

(DNF – Did Not Finish)